# Őserdő

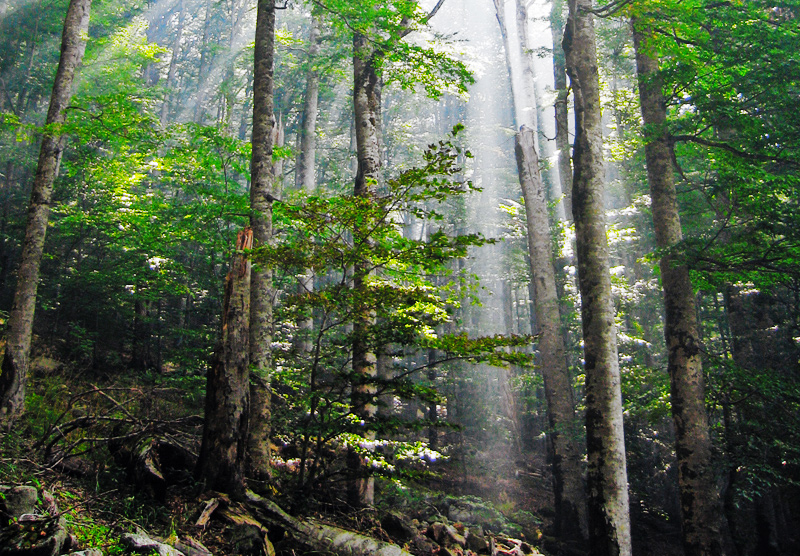
Őserdő a Biogradska Gora Nemzeti Parkban, Montenegró

Őserdőnek a szó eredeti (szűk) értelmében az olyan erdőt nevezzük, amelyet teljesen a természet erői alakítottak ki; fejlődésébe és elmúlásába az ember sosem avatkozott be. A szónak ebben az értelmében Magyarországon egyáltalán nincs őserdő.
A szó tágabb értelmében őserdőnek nevezünk minden olyan erdőt, amelynek fejlődésébe az ember hosszabb ideje nem avatkozott be. Az, hogy milyen időszakot tekintünk ehhez eléggé hosszúnak, országonként, illetve a növénytársulás típusai szerint változik (az adott élőhely regenerációs potenciáljától függ). Az „őserdő” szót annak szűkebb értelmében használó kutatók ezeket „őserdő jellegű területeknek” nevezik.
Ezek közös jellemzői  szerint:
- a faállomány záródása, többszintes, változó;
- a társulás szerkezete mozaikos; a mozaik egyes darabjai kicsik;
- az erdő képét a nagy fák uralják; látszólag sok a pusztuló, illetve kidőlt törzs;
- a sokszintű, mozaikos társulások különböző szintjeiben a mikroklíma igen változatos;
- a fák mérete és kora nem függ szorosan össze.

A Kárpátok erdőségeiben nem egészen 85 000 hektár őserdő és őserdő jellegű terület maradt fenn; csaknem mind védett.
Közép-Európa (egyik) legidősebb, legrégebben (1838-ban) védetté nyilvánított, természetes állapotú erdőterülete a Csehország déli határán, a Cseh-erdőtől keletre, a Novéhrady-hegységben található zofini erdőrezervátum.
Magyarországon a Bükki Nemzeti Park kezelésében számos kisebb erdőrezervátum, közülük a legrégebbi az Őserdő. 